# Bo Thomas
Bo Thomas (født 28. september 1966) er en dansk stuntman og skuespiller.

## Filmografi
- Mord i Paradis (1988)
- Tempelriddernes skat II (2007)
- Blå mænd (2008)
- Anja og Viktor - i medgang og modgang (2008)

## Eksterne links
- Bo Thomas på Internet Movie Database (engelsk)
- Bo Thomas på Filmdatabasen
- Bo Thomas på danskefilm.dk
- Bo Thomas på danskfilmogtv.dk
- Bo Thomas på The Movie Database (engelsk)

|  | Artiklen om skuespilleren Bo Thomas kan blive bedre, hvis der indsættes et (bedre) billede. Du kan hjælpe ved at uploade et godt billede til Wikimedia Commons iht. de tilladte licenser og indsætte det i artiklen. Eller du kan søge efter eksisterende filer på Wikimedia Commons eller på Flickr - fx med værktøjet Free Image Search Tool. |